# Meta japonica
Meta japonica là một loài nhện trong họ Tetragnathidae.
Loài này thuộc chi Meta. Meta japonica được miêu tả năm 1993 bởi Tanikawa.